# NGC 6771
NGC 6771 est une très vaste galaxie lenticulaire barrée vue par la tranche et située dans la constellation du Paon. Sa vitesse par rapport au fond diffus cosmologique est de 4 160 ± 19 km/s, ce qui correspond à une distance de Hubble de 61,4 ± 4,3 Mpc (∼200 millions d'al). NGC 6771 a été découverte par l'astronome britannique John Herschel en 1836.
NGC 6771 forme avec la paire de galaxies en interaction NGC 6769-70 un triplet de galaxies gravitationnellement liées et connu sous le surnom de masque du diable (Devil’s Mask),. Ces trois galaxies font partie du groupe d'IC 4845 (voir plus bas). 

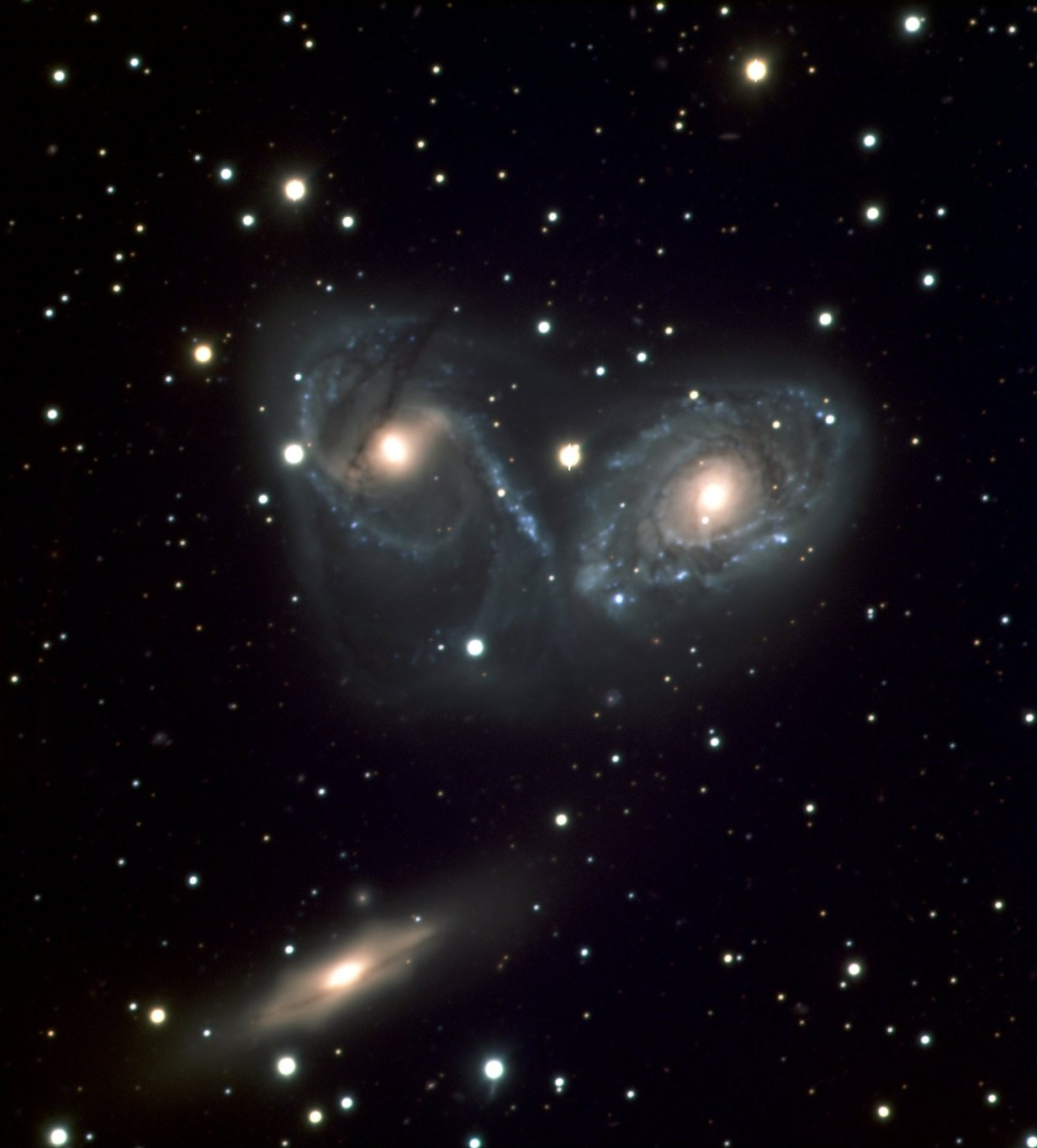
Le masque du diable vue par le Très Grand Télescope (VLT).

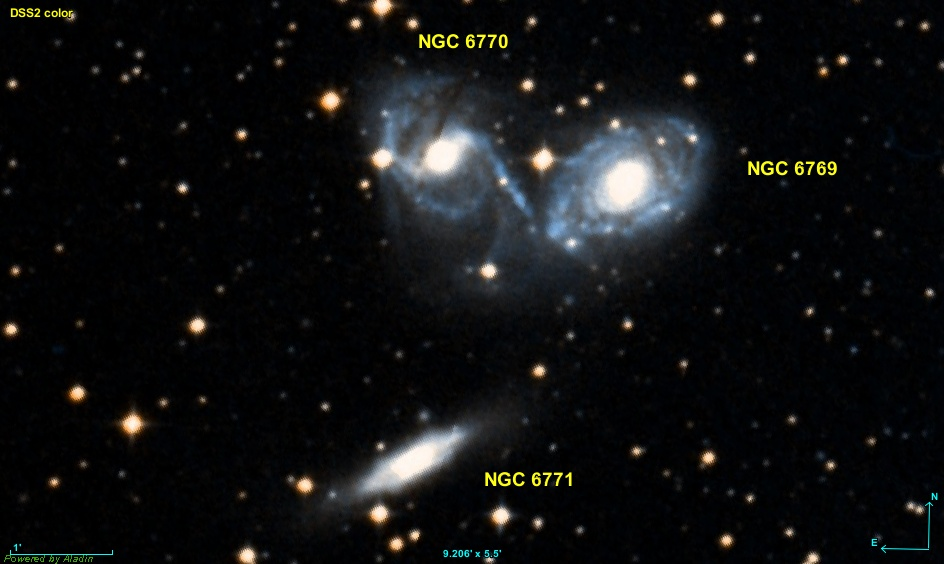
Le masque du diable par le relevé DSS.

## Groupe d'IC 4845
Selon A. M. Garcia NGC 6770 fait partie du groupe d'IC 4845. Ce groupe de galaxies renferme au moins 14 membres dont six du New General Catalogue et sept de l'Index Catalogue.